# Інцидент Бункю
Інцидент Бункю або Інцидент 30 вересня — вигнання з Кіото представників радикальної партії на чолі з Тьосю-ханом, здійснене силами поміркованої партії на чолі з принцом Куніномія Асахіко, Сацума-ханом і Айдзу-ханом. Відбулося 30 вересня 1863 року.

## Короткі відомості
Після 1862 року представники радикального антиурядового й антиінозеного руху, очолювані Тьосю-ханом, в спілці із молодими столичними аристократами, планували вигнати іноземців з Японії, ліквідувати сьоґунат та реставрувати пряме Імператорське правління в країні. Вони планували звернутися до Імператора з власними пропозиціями в серпні 1863 року під час його поїздки до провінції Ямато. У відповідь представники поміркованого руху за створення самурайсько-аристократичного союзу, серед яких були володарі Сацума-хану й Айдзу-хану, принц Куніномія, кампаку Коное Тадахіро, правий міністр Нідзьо Наріюкі, кіотський інспектор Мацудайра Катаморі та інші провели таємну нараду, на якій вирішили завадити опонентам наблизитися до Імператора та вигнати їх зі столиці.
Вранці 30 вересня в Імператорському палаці, який охороняли вояки Сацуми та Айдзу, прийняли рішення затримати подорож Імператора до Ямато. Водночас вояків Тьосю-хану звільнили від обов'язку охороняти квартал Сакаї в столиці. Члени поміркованої партії отримали дозвіл від Імператора Комея заборонити двадцяти радикально налаштованим аристократам на чолі з Сандзьо Санетомі з'являтися до Імператорського двору. В результаті цього вояки Тьосю, опальні аристократи та радикально налаштовані самураї полишили Кіото, вирушивши на захід до Тьосю-хану. Столиця опинилася під владою симпатиків сьоґунату та лідерів поміркованої партії.